# Jean-Claude Gawsewitch Éditeur
Jean-Claude Gawsewitch Éditeur est une maison d’édition française active de 2004 à 2014.

## Description
Le catalogue de la maison se composait essentiellement de documents, rassemblés dans la collection « Coup de Gueule », mais comptait aussi des romans pour la jeunesse (Le Cas Jack Spark de Victor Dixen, Grand prix de l'Imaginaire, 2010 Étonnants Voyageurs), des beaux livres et des bandes dessinées.

## Historique
En 2004, Jean-Claude Gawsewitch fonde sa propre maison d’édition, après avoir travaillé pendant vingt ans pour Ramsay. La première publication, La Machine à broyer de Dominique Decèze, est consacrée à France Télécom.
Placée en cessation de paiement, la société est placée en liquidation judiciaire le 16 janvier 2014 par décision du tribunal de commerce de Paris,

## Auteurs publiés
- Pénélope Bagieu
- Pierre Barthélémy
- Pascal Boniface
- Jean-Paul Brighelli
- Helen Brown (en)
- Victor Dixen
- Mgr Gaillot
- Gérard Filoche
- Laurent Jacqua
- Roger Lenglet
- Francis Lalanne
- Laurent Mauduit
- Danielle Mitterrand
- Philippe Pichon
- Wiaz
- Gérard Zwang